# Musei della Puglia
Questa lista è suscettibile di variazioni e potrebbe essere incompleta o non aggiornata.

Elenco in ordine alfabetico per province dei musei della Puglia.
In evidenza i comuni con almeno tre musei segnalati.

## Provincia di Barletta-Andria-Trani

### Barletta
- Antiquarium di Canne
- Museo civico e pinacoteca di Barletta - Castello Svevo
- Pinacoteca De Nittis (Palazzo della Marra)
- Museo della cattedrale
- Tesoro della basilica del Santo Sepolcro
- Polo museale Chiesa dei Greci
- Polo museale Cantina della disfida di Barletta
- Casa-museo Cafiero

### Canosa di Puglia
- Palazzo Iliceto
- Museo civico archeologico di Canosa
- Palazzo Sinesi
- Museo dei Vescovi
- Museo della civiltà contadina di Canosa
- Antiquarium del parco archeologico di San Leucio

### Trani
- Museo diocesano
- Sinagoga-museo Sant'Anna
- Museo delle carrozze di Trani
- Pinacoteca "Ivo Scaringi"

### Provincia
- Museo diocesano, Andria
- Museo del confetto "Giovanni Mucci", Andria

## Città metropolitana di Bari

### Bari
- Museo archeologico di Santa Scolastica
- Pinacoteca provinciale di Bari (artistico)
- Museo della gipsoteca di Bari (artistico)
- Museo dei pigmenti colorati naturali, sede della Bibart (Biennale d'arte contemporanea di Bari): chiesa di Santa Teresa dei Maschi (artistico)
- Museo nicolaiano (artistico)
- Museo della cattedrale di Bari (artistico-archeologico)
- Museo storico civico di Bari
- Museo etnogr. Africa-Mozambico di Bari (etno-antropologico)
- Acquario provinciale di Bari (naturalistico)
- Istituto orto botanico di Bari (naturalistico)
- Museo di zoologia di Bari (naturalistico)
- Museo di scienze della Terra di Bari (naturalistico)
- Raccolta scientifica di Bari (naturalistico)
- Museo raccolta di fisica di Bari (tecnico-scientifico)
- Collezione delle cartoline di Bari (specializzato)
- Museo sacrario di Bari (specializzato)

### Bitonto
- Museo civico "G. D. Rogadeo"
- Museo delle tradizioni popolari di Bitonto
- Museo diocesano "Aurelio Marena"
- Museo archeologico "De Palo-Ungaro"
- Galleria nazionale "De Vanna"

### Ruvo di Puglia
- Museo Archeologico Nazionale Jatta (archeologico)
- Museo del Libro - Casa della Cultura (specializzato)
- Pinacoteca Comunale "Domenico Cantatore" (artistico)

### Altamura
- Archivio biblioteca museo civico
- Museo diocesano matronei Altamura
- Museo nazionale archeologico di Altamura
- Museo dell'uomo di Altamura
- Museo d'arte tipografica Portoghese
- Museo etnografico dell'Alta Murgia
- Museo del pane

### Altri
- Acquaviva Museo Archeologico, Acquaviva delle Fonti
- Museo dei reperti della civiltà contadina di Alberobello, Alberobello
- museo della società contadina, Capurso
- Museo civico archeologico di Bisceglie, Bisceglie
- Museo diocesano di Bisceglie, Bisceglie
- Museo civico di Conversano, Conversano
- Museo archeologico nazionale di Gioia del Colle, Gioia del Colle
- Parco archeologico di Monte Sannace, Gioia del Colle
- Raccolta archeologica di Giovinazzo, Giovinazzo
- Museo della fondazione "E. Pomarici Santomasi", Gravina in Puglia
- Museo pinacoteca "A. Salvucci", Molfetta
- Museo Civico Archeologico del Lazzaretto a Molfetta (reperti del pulo di Molfetta)
- Museo della cantieristica navale a Molfetta presso Fabbrica di San Domenico Molfetta
- Collezione "L. Meo-Evoli", Monopoli
- Museo Pino Pascali, Polignano a Mare
- Museo civico archeologico "Grazia e Pietro Didonna", Rutigliano
- Museo Didattico di arte e storia sacra (Mu.Di.A.S.), Rutigliano
- Museo della civiltà contadina "Dino Bianco", Sammichele di Bari
- Pinacoteca "M. De Napoli", Terlizzi

## Provincia di Brindisi

### Brindisi
- Museo archeologico provinciale Francesco Ribezzo
- Museo etnico della civiltà salentina
- Museo diocesano  Giovanni Tarantini

### Ceglie Messapica
- Museo archeologico
- Pinacoteca Emilio Notte

### Fasano
- Museo archeologico nazionale di Egnazia
- Museo della casa alla fasanese
- Museo dell'olio di oliva

### Latiano
- Museo della ceramica di Latiano
- Museo delle arti e tradizioni di Puglia
- Museo del sottosuolo

### Oria
- Collezione "Martini Carissimo"
- Mostra archeologica Oria
- Museo archeologico "F. Milizia"
- Museo didattico zoologico di Oria
- Raccolta Kalefati

### Altri
- Museo civico archeologico "U. Granafei", Mesagne
- Museo di civiltà preclassiche della Murgia Meridionale, Ostuni
- Museo della civiltà rurale, San Vito dei Normanni

## Provincia di Foggia

### Foggia
- Museo civico e pinacoteca comunale
- Museo civico del parco archeologico di Passo di Corvo
- Civica pinacoteca "Il 9cento"
- Museo del territorio
- Museo provinciale di storia naturale
- Museo interattivo delle scienze
- Museo diocesano
- Museo delle croci
- Museo della religiosità popolare
- Museo del centro missionario africano
- Museo giordaniano
- Museo ex voto del santuario Madonna Incoronata di Foggia
- Museo delle carrozze
- Museo "Paolo Sabbetta"

### Manfredonia
- Museo archeologico nazionale di Manfredonia
- Museo etnografico del centro studi pugliesi e di Siponto
- Museo diocesano dell'arcidiocesi garganica di Manfredonia-Vieste-San Giovanni Rotondo

### San Severo
- Museo dell'Alto Tavoliere
- Museo diocesano
- Pinacoteca Luigi Schingo
- Museo dell'Arciconfraternita del Carmine

### Troia
- Museo civico di Troia
- Museo diocesano di Troia
- Tesoro della cattedrale di Troia

### Altri
- Museo archeologico e diocesano, Ascoli Satriano
- Museo civico "C. G. Nicastro", Bovino
- Museo diocesano, Bovino
- Museo civico di storia naturale di Casalnuovo Monterotaro, Casalnuovo Monterotaro
- Raccolta archeologica di Celenza Valfortore, Celenza Valfortore
- Museo del grano, Cerignola
- Museo etnografico cerignolano, Cerignola
- Museo etnografico della Valmaggiore a Faeto, comune appartenente alla minoranza francoprovenzale in Puglia
- Museo di archeologia urbana "G. Fiorelli", Lucera
- Museo diocesano, Lucera
- Collezione "M. Sansone", Mattinata
- Museo civico di Mattinata, Mattinata
- Museo arti e tradizioni popolari del Gargano "G. Tacredi", Monte Sant'Angelo
- Museo della basilica di San Michele, Monte Sant'Angelo
- Museo archeologico e galleria dei ricordi, Trinitapoli
- Antiquarium civico di Vico del Gargano, Vico del Gargano
- Museo civico archeologico di Vieste, Vieste
- Museo malacologico, Vieste

## Provincia di Lecce

### Lecce
- Fondazione Biscozzi Rimbaud[1]
- Museo archeologico provinciale Sigismondo Castromediano
- Museo storico della Città di Lecce (MUST)[2]
- Museo provinciale delle tradizioni popolari
- Pinacoteca d'arte francescana
- Le stanze delle meraviglie (Wunderkammer) di Rosso Pompeiano
- Museo storico-archeologico dell'Università del Salento (MUSA)
- Museo Faggiano

### Gallipoli
- Museo Emanuele Barba, Gallipoli
- Museo diocesano di Gallipoli, annesso alla basilica cattedrale di Gallipoli.

### Ugento
- Museo diocesano
- Nuovo museo archeologico di Ugento
- Museo archeologico Adolfo Colosso

### Altri
- Museo civico di storia naturale del Salento, Calimera
- Museo di paleontologica e paletnologica "D. De Lorentis", Maglie
- Museo degli affreschi della cripta di Santa Maria degli Angeli, Poggiardo
- Museo di biologia marina, Porto Cesareo
- Museo civico di San Cesario di Lecce, San Cesario di Lecce
- Casa Museo Ezechiele Leandro, San Cesario di Lecce
- Museo della civiltà contadina e delle tradizioni popolari di Tuglie, Tuglie
- Museo Vito Mele, Castrignano
- Museo diffuso, Cavallino
- Museo Borgo Terra, Muro Leccese
- Museo Messapico di Alezio
- Museo Messapico di Vaste
- Museo Civico delle Forze Armate - Palazzo Marchesale, Botrugno
- Museo della lametta da barba - Palazzo Marchesale, Botrugno

## Provincia di Taranto

### Taranto
- Museo archeologico nazionale di Taranto (MARTA)
- Museo spartano di Taranto
- Museo oceanografico dell'istituto talassografico
- Museo etnografico Alfredo Majorano
- Museo di storia naturale Bios Taras

### Altri
- Museo civico della paleontologia e dell'Uomo, Lizzano
- Museo della civiltà contadina di Crispiano, Crispiano
- Museo della ceramica di Grottaglie, Grottaglie
- Raccolta archeologica di Manduria, Manduria
- Civico museo storico archeologico della civiltà dell'olio e del vino, Massafra
- Collezione Spada antichi strumenti musicali[3], Montemesola